# Trieb (Uhrwerk)

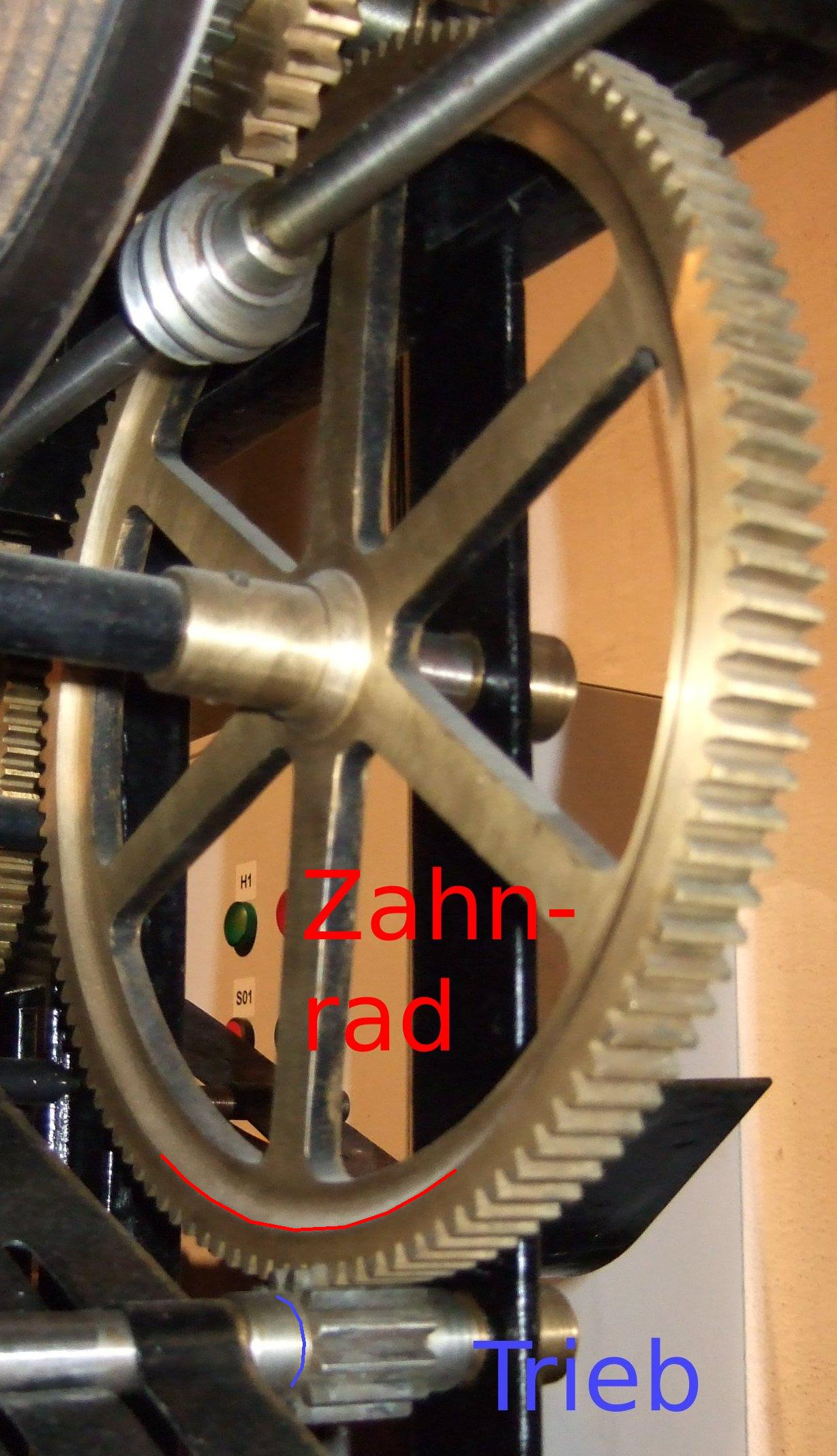
Zahnrad und Trieb (unten) bei einer Kirchturmuhr

Das Trieb (veraltet auch Ritzel) ist in mechanischen Uhrwerken das kleinere von zwei Zahnrädern, die zusammen ein Zahnradgetriebe bilden. Das größere der beiden Räder wird zur Unterscheidung allgemein Zahnrad genannt.
Im Vergleich zum Zahnrad hat das Trieb in der Regel nur so viele Zähne (Flügel), wie zur Funktion des Getriebes mindestens erforderlich sind. In Uhren wird das Trieb meistens vom Zahnrad mit in der Regel mehr als 20 Zähnen angetrieben.

## Bauformen
Es werden zwei Bauformen unterschieden:
- Hohltrieb für Triebstockverzahnung und
- Volltrieb für Zykloidenverzahnung oder Triebflankenverzahnung

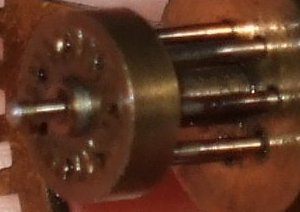
Hohltrieb: aus Stiften und Scheiben gefertigt

### Hohltrieb
Das Hohltrieb (auch Laternentrieb) besteht aus Stiften zwischen zwei kreisrunden Metall- oder Holzscheiben. Die Stifte bilden die Flügel, in den Raum zwischen den Stiften greifen die Zähne des zugehörigen Zahnrades ein. Hohltriebe sind mit einfachen Produktionseinrichtungen leichter herzustellen als Volltriebe. Sie fanden daher traditionell Verwendung in Turmuhren und hölzernen Gewichtsuhren (z. B. Schwarzwalduhren).
Die zu den Hohltrieben gehörigen Zahnräder haben eine besondere Zahnform. Daher ist es nicht möglich Hohltriebe mit Zahnrädern für Volltriebe oder umgekehrt zu kombinieren.

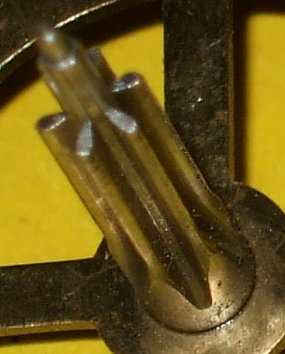
Volltrieb: aus einem Stück gefertigt

### Volltrieb
Das Volltrieb ist die am weitesten verbreitete Form in mechanischen Uhrwerken. Es wird aus massivem Rundstahl geschnitten oder gezogen und bildet somit mit der Welle beziehungsweise seinen Lagerteilen eine Einheit. Wegen der großen Übersetzungen kommen fast ausschließlich Zykloidenverzahnungen zum Einsatz, keine Evolventenverzahnungen.

### Sonstige Triebe
Bestandteile einer mechanischen Armbanduhr mit Handaufzug sind auch Aufzugtrieb und Zeigerstelltrieb.